# James Joseph Daly
James Joseph Daly (* 14. August 1921 in Bronx, New York City; † 14. Oktober 2013) war Weihbischof in Rockville Centre.

## Leben
James Joseph Daly studierte Philosophie und Theologie am Seminar in Huntington (New York) und empfing am 22. Mai 1948 in der Cathedral Basilica of St. James in Brooklyn die Priesterweihe. Er war in der Seelsorge in Blue Point in Suffolk County (New York), Richmond Hill und Seaford (New York) tätig. Von 1958 bis 1968 lehrte er am Diözesanseminar in Huntington. 1968 wurde er Personaldirektor im Bistum Rockville Centre, ab 1972 Pfarrer in Elmont (New York).
Papst Paul VI. ernannte ihn am 28. Februar 1977 zum Weihbischof in Rockville Centre und Titularbischof von Castra Nova. Der Bischof von Rockville Centre, John Raymond McGann, spendete ihm am 9. Mai desselben Jahres die Bischofsweihe; Mitkonsekratoren waren Walter Philip Kellenberg, Altbischof von Rockville Centre, und Vincent John Baldwin, Weihbischof in Rockville Centre.
Am 1. Juli 1996 nahm Papst Johannes Paul II. seinen altersbedingten Rücktritt an.